# 餘慶 (清朝進士)
餘慶（1848年—？），字善亭、珊汀、芝九，赫舍里氏，满洲正红旗人，同治甲子举人，甲戌进士。光绪年间任河南归德府知府，督修花翎盐运使候补道銜知府加三级。

## 评价
《锡良遗稿》载：歸德府知府餘慶，心地慈祥，才默練達。
《光緖朝硃批奏摺》载：知府餘慶善於應變，立挫兇鋒營官李丈甚之功。

## 家庭成员
- 父熙春，工部正郎；
- 姐赫舍里氏，同治戊辰进士馨德之妻。[5]